# 木下弘人
木下 弘人（きした ひろと、1911年2月16日 - 2005年4月24日）は、日本の牧師、教会の指導者。

## 生涯
- 1911（明治44）年2月16日 大野郡白川村に木下甚右ヱ門、みせを両親として生まれた。父の事業の失敗で5歳のころ高山市に移る。和菓子の配達などで傾く家計を助けた。
- 1927年3月 高山西小学校高等科第二学年卒業後、一家に学資なく斐太中学校雇員となった。
- 1928年9月 賀川豊彦、河辺貞吉の説教を通して入信を決意、眞嶋慶三郎から高山教会で受洗。本願寺派の熱心な一家のため、迫害が起こり人目を忍び家の窓から教会へ通った。玄関からは到底教会に行けない状況であった。入信を母に告げると仏壇の前で「一家の恥、自決しなさい」と短刀を渡される。しかし、その母も後年入信する。やがて独学で尋常小学校准教員となり、1929年11月には正教員資格を取得した。
- 1930年3月 献身のため辞任。上京後直に神学校入学のため、先ず神田区正則英語学校英語科に入学した。
- 1931年4月 ミッションの指示により日本神学校に入学した。
- 1932年12月 結核のため休学し、静養を兼ねて伊豆方面で伝道開始。
- 1934年 試験を受けて伝道師となり日本同盟基督協会下田教会に赴任。
- 1937年4月 神学校に復帰した。
- 1940年10月 神学校在学中に杉本光平の後任として日本同盟基督協会千葉教会（後の日本基督教団千葉通町教会（日本基督教団西千葉教会））に赴任。1941年3月に日本神学校卒業。
- 1941年3月 椎名喜巳子と結婚し、二男一女をもうけた。
- 1942年11月 正教師試験合格、翌年1月には認可された。
- 1945年 千葉通町教会は空襲で焼失、敗戦後はその復興に携わった。
- 1958年11月 千葉通町教会は場所を移転し、西千葉教会として再出発した。
- 1961年12月 ジャーマン・ミッドナイト・ミッション望みの門学園創立に協力。
- 1962年 松田政一の後任として日本同盟基督教団中野教会へ赴任。後に同盟教団副議長となる。
- 1965年 MBKの招聘と、ドイツ教会訪問、ハンブルク大学へ留学のため一年間渡欧。
- 1970年4月　ジャーマン・ミッドナイト・ミッション宣教師ドーラ・ムンディンガーと結婚
- 1976年 中野教会辞任。名誉牧師となる。本格的に千葉県富津市で老人ホームの経営に携わると共に富津教会へ赴任。同盟基督教団副理事長を辞任。その後渡米し戦前のSAM資料を収集。
- 1977年　フレデリック・フランソンの生涯「燃えて輝く光」を翻訳出版。
- 1994年　千葉キリスト教会を創立。
- 1995年　富津教会を辞し、名誉牧師となる。
- 2001年　望みの門を退職。
- 2005年4月24日 千葉県富津市の自宅で召天。

## 著書
- 『燃えて輝く光 - フレデリック・フランソンの生涯』（O・C・グラウァー共著、日本同盟キリスト教団出版部） 1977.10
- 『栄光神にあれ：木下弘人説教集』（木下弘人説教集刊行会編、キリスト新聞社） 2005.12　ISBN 978-4873954516
- 『共に生き共に老い おはようございます ごきげんいかがですか 木下弘人の朝のメッセージ』英語版（木下ドーラ） 2011.1